# Fátima do Sul
Fátima do Sul est une municipalité brésilienne de l'État de Mato Grosso do Sul et la Microrégion de Dourados.